# Johnny Speight
Johnny Speight (2 de junio de 1920 – 5 de julio de 1998) fue un guionista televisivo de nacionalidad británica, conocido por su trabajo en diversas sitcoms de su país. 
Destacó por su trabajo a partir de la década de 1950, escribiendo para humoristas radiofónicos como Frankie Howerd, Vic Oliver, Arthur Askey, y Cyril Fletcher. Para televisión escribió para programas y artistas como Arthur Haynes Show, Eric Morecambe y Ernie Wise, y Peter Sellers. En el show Till Death Us Do Part creó su personaje de mayor fama, el controvertido Alf Garnett. Sus guiones exploraban temas como el racismo y el sexismo mediante la sátira, y muchos de ellos son considerados actualmente como clásicos.

## Biografía
Nacido en Canning Town, Londres (Inglaterra), empezó a trabajar con guiones en shows de humor de 1955, iniciándose con Great Scott - It's Maynard!. Su primera serie de importancia fue Sykes And A... (1961), en la cual trabajaban Eric Sykes, Hattie Jacques y Richard Wattis. Speight fue uno de los mejores guionistas de dicha serie, para la cual también escribían Sykes, John Antrobus y Spike Milligan.
Speight fue también el creador del personaje interpretado por Arthur Haynes en su exitoso show de humor emitido por Associated TeleVision.
En 1965 Speight escribió un programa piloto para la cadena televisiva BBC, que derivó en la serie Till Death Us Do Part, protagonizada por Warren Mitchell en el papel de Alf Garnett. Garnett se convirtió en uno de los más memorables personajes de la historia de la televisión británica, a pesar de su carácter repugnante. En la serie también trabajaba la veterana Dandy Nichols, que interpretaba a la esposa de Alf, Elsie. Su éxito proporcionó la creación en Estados Unidos en 1971 de la sitcom All in the Family.  
Fue durante la producción de Till Death Us Do Part que un burócrata de la BBC, según los rumores, intentó que Speight disminuyera el uso de términos u ocurrencias que consideraba ofensivas. El incidente sería la base de un número satírico interpretado por Peter Cook y Dudley Moore, encarnando Cook al burócrata y Moore a un guionista llamado "Johnny".
En 1969 se estrenó Curry and Chips, otra controvertida sitcom de London Weekend Television para el canal ITV. A pesar de la aparente intención de Speight de ir contra la corrección política, al igual que ya había hecho en Till Death Us Do Part, realmente lo que intentaba era llamar la atención sobre la discriminación. En la serie había una serie de personajes representando estereotipos, con Spike Milligan interpretando a Kevin O'Grady (un supuesto medio irlandés, medio paquistaní), Eric Sykes en el papel de un liberal, Kenny Lynch como un negro con prejuicios hacia los asiáticos, y Norman Rossington y Geoffrey Hughes interpretando a unos racistas de Liverpool. 
Una comedia posterior de Speight fue el piloto realizado en 1975 For Richer...For Poorer, protagonizado por Harry H. Corbett, con un personaje que, como contrapartida a Alf Garnett, era de izquierdas.
Tras un breve retorno de Till Death Us Do Part en ITV en 1981 bajo el título de Till Death..., Alf Garnett volvió con el show de la BBC In Sickness and in Health, emitido entre 1985 y 1992.
Johnny Speight falleció en 1998 en Chorleywood, Inglaterra, a causa de un cáncer de páncreas. Tenía 78 años de edad. 

## Guiones televisivos
- Great Scott - It's Maynard! (1955)
- Evans Abode (1956)
- Frankie Howerd (1956)
- The Dickie Valentine Show (1956)
- Two's Company (1956)
- Early to Braden (1957)
- That's Life, Says Max Wall (1957)
- The Arthur Haynes Show (1957)
- Frankie Howerd In... (1958)
- The April 8th Show (Seven Days Early) (1958)
- The Cyril Fletcher Show (1959)
- Ladies and Gentle-Men (1960)
- Sykes and A... (1960)
- That Was the Week That Was (1962)
- Shamrot (1963)
- The Graham Stark Show (1964)
- Till Death Us Do Part (1965)
- To Lucifer - A Son (1967)
- If There Weren't Any Blacks You'd Have to Invent Them (1968)
- Curry And Chips (1969)
- Spate Of Speight (1969)
- All in the Family (1971)
- Them (1972)
- Frankie Howerd In Ulster (1973)
- Francis Howerd In Concert (1974)
- Marty Back Together Again (1974)
- For Richer...For Poorer (1975)
- The Mike Reid Show (1976)
- Spooner's Patch (con Ray Galton 1979)
- The Tea Ladies (con Ray Galton 1979)
- The Thoughts Of Chairman Alf At Christmas (1980)
- Till Death... (1981)
- The Lady Is A Tramp (1983)
- In Sickness And In Health (1985)
- Carrott Confidential (1987)
- The Nineteenth Hole (1989)
- A Word With Alf (1997)
- An Audience With Alf Garnett (1997)
- The Thoughts Of Chairman Alf (1998)